# Campoplex bulgaricus
Campoplex bulgaricus là một loài tò vò trong họ Ichneumonidae.